# 105人事件
105人事件（韓語：105인 사건），又称105人事態、百五人事件、宣川事件（선천사건），是發生於1911年的一起日本鎮壓韓國獨立運動事件。依照朝鲜总督府的命令，韓國獨立運動和基督教團體遭到大规模鎮壓。韓國獨立運動家金九，梁起鐸，尹致昊等105人入獄。
1910年12月，朝鲜总督寺内正毅到朝鮮西北部平壤、宣川、新義州視察，1911年视察途中遭暗杀未遂，日本随即逮捕约700名朝鲜人，后因证据不足，只逮捕122人，其中17人1912年无罪释放，因此称为105人事件。日本怀疑美国長老教教会传教士煽动暗杀。1913年10月、105人中99人無罪、尹致昊等6人服刑，1915年2月大正天皇即位式，恩赦。

## 外部連結
- 105인 사건Archive.today的存檔，存档日期2012-12-09 
- '105인 사건'을 재조명한다 The DongahIlbo 2011.11.02 
- ‘105인 사건’은 한국교회 향한 대박해 사건（页面存档备份，存于） 아이굿뉴스 
- [http://english.hani.co.kr/arti/english_edition/e_editorial/518705.html（date=20140621011409+页面存档备份，存于） [Editorial] Independence movement scholars should be reinstated] Hangyorye Feb.13,2012 （英文）